# 栗林村 (香川県)
栗林村（りつりんむら）は、香川県香川郡にあった村。香川郡役所が置かれていた。

## 歴史
- 1890年（明治23年）2月15日 - 町村制施行に伴い、香川郡藤塚町（ふじつかまち）・上ノ村（かみのむら）・中ノ村（なかのむら）の大部分が合併し、栗林村が発足。（中ノ村の残余である樋ノ上は同日市制施行の高松市へ編入され、後にその区域に東田町が新設された）
- 1921年（大正10年）11月1日 - 高松市と合併し消滅。

高松市へ合併後の町名として、旧大字藤塚町の区域に藤塚町、旧大字中村の区域に中野町、旧大字上村の区域に栗林町、花ノ宮町、上之町、桜町、楠上町が新設された。